# گراژینا بروجینسکا
گراژینا بروجینسکا (انگلیسی: Grażyna Brodzińska؛ ‏ ۳ مهٔ ۱۹۵۱) بازیگر و خواننده سوپرانوی اپرا اهل لهستان بود. او را «بانوی نخست اپرت لهستان» لقب داده‌اند.